# James Farentino
James Farentino, właściwie James Ferrantino (ur. 24 lutego 1938 w Brooklynie, zm. 24 stycznia 2012 w Los Angeles) – amerykański aktor telewizyjny, teatralny i filmowy.

## Życiorys

### Wczesne lata
Urodził się w Brooklynie, w dzielnicy Nowego Jorku jako syn Helen (z domu Enrico) i projektanta mody Anthony’ego Ferrantino. Jego rodzina była pochodzenia włoskiego. Ukończył nowojorską American Academy of Dramatic Arts na Manhattanie.

### Kariera
W 1961 zadebiutował na Broadwayu jako Pedro w sztuce Tennessee Williamsa Noc iguany (The Night of the Iguana) z Bette Davis. Po występie w serialach - CBS Alfred Hitchcock przedstawia (The Alfred Hitchcock Hour, 1962), Obrońcy (The Defenders) oraz ABC Nagie miasto (Naked City, 1962). Trafił też na kinowy ekran w horrorze Psychomania (Violent Midnight, 1963). Wystąpił w telewizyjnej adaptacji sztuki Arthura Millera CBS Śmierć komiwojażera (Death of a Salesman, 1966) jako Happy Loman z udziałem Gene’a Wildera.
W 1966 zdobył nominację do Złotego Globu za rolę Teda w komedii Briana G. Huttona The Pad ... And How to Use It. W komediodramacie Ja, Natalia (Me, Natalie, 1969) z Alem Pacino zagrał młodego artystę Davida Harrisa, w którym zakochuje się kelnerka w klubie nocnym. W 1972 powrócił na Broadway w roli Stanleya Kowalskiego w spektaklu Tennessee Williamsa Tramwaj zwany pożądaniem, za którą zdobył nagrodę Theatre World. W 1973 wystąpił także na deskach w Chicago w przedstawieniu Lot nad kukułczym gniazdem. Za telewizyjną biblijną postać Szymona Piotra w miniserialu NBC Franco Zeffirelliego Jezus z Nazaretu (Jesus of Nazareth, 1977) otrzymał nominację do nagrody Emmy. Zagrał generała Juana Peróna w telewizyjnym dramacie historycznym NBC Evita Perón (1981) u boku Faye Dunaway. Wcielił się w lekarza doktora Nicholasa 'Nicka' Toscanniego w operze mydlanej ABC Dynastia (Dynasty, 1981-1982). Pojawił się w serialu ABC Błękitny grom (Blue Thunder, 1984) jako pilot helikoptera oraz w komedii kryminalnej Bruce’a Beresforda Jej alibi (Her Alibi, 1989) w roli prokuratora okręgowego i przeciwnika głównego bohatera (Tom Selleck).
Wystąpił w sitcomie ABC Julie (1992) w roli męża tytułowej bohaterki granej przez Julie Andrews oraz serialach NBC Ostry dyżur (ER, 1996) jako Ray Ross, odstręczający ojciec Douga (George Clooney) i Aarona Spellinga Melrose Place (1998) w roli pana Becka.

## Życie prywatne
Był czterokrotnie żonaty; z Elizabeth Ashley (od 1 września 1962 do 1965), aktorką Michele Lee (od 20 lutego 1966 do 1982), z którą ma syna Davida (ur. 6 lipca 1969), aktorką Debrah Mullowney (1985-1988) i Stellą Farentino (3 sierpnia 1994-1998). Spotykał się z Tiną Sinatrą (1998-1993), córką i najmłodszym dzieckiem Franka Sinatry.
W dniu 23 lutego 1991 w Vancouver, w prowincji Kolumbii Brytyjskiej został aresztowany przez Kanadyjską Królewską Policję Konną za posiadanie 3,2 gramów kokainy w jego pokoju hotelowym. 30 lipca 1993 roku był aresztowany za naruszenie wolności osobistej. Miał też problemy z nadużywaniem alkoholu.

## Filmografia

### Filmy fabularne
- 1963: Psychomania (Violent Midnight) jako Charlie Perone
- 1965: Bóg wojny (The War Lord) jako Marc
- 1966: Śmierć komiwojażera (Death of a Salesman, TV) jako Happy Loman
- 1967: Rosie! jako David Wheelwright
- 1969: Ja, Natalia (Me, Natalie) jako David Harris
- 1970: Historia kobiety (Storia di una donna) jako Bruno Cardini
- 1977: Opętani (The Possessed, TV) jako Kevin Leahy
- 1980: Jeszcze raz Pearl Harbor (Końcowe odliczanie) jako Richard T. Owens/Richard Tideman
- 1981: Evita Peron (TV) jako Juan Perón
- 1981: Martwy i pogrzebany (Dead & Buried) jako szeryf Dan Gillis
- 1985: Pamiętne lato (A Summer to Remember, TV) jako Tom Wyler
- 1985: Czwarty król (The Fourth Wise Man, TV) jako Jezus Chrystus (głos)
- 1989: Jej alibi (Her Alibi) jako Frank Polito
- 1995: Dziedziczka fortuny (Dazzle, TV) jako Jimmy Rosemont
- 1996: Kuloodporni (Bulletproof) jako kapitan Will Jensen
- 1998: Skandalistka Jacqueline Susann (Scandalous Me: The Jacqueline Susann Story, TV) jako Bernard Geis
- 2000: Morderstwo w lustrze (Murder in the Mirror, TV) jako Frank Russo

### seriale TV
- 1962: Spotkanie z Alfredem Hitchcockiem jako Bernie
- 1962: Nagie miasto (Naked City) jako Ben Calageras
- 1965: Spotkanie z Alfredem Hitchcockiem jako Leo Manfred
- 1977: Jezus z Nazaretu (Jesus of Nazareth) jako Piotr Apostoł
- 1981-89: Dynastia jako dr Nicholas „Nick” Toscanni
- 1985-1986: Mary jako Frank DeMarco
- 1986: Grzechy jako David Westfield
- 1987: Tajemnice Sahary jako kalif Timbuktu
- 1996: Ostry dyżur jako Ray Ross, ojciec Douga
- 1998: Melrose Place jako pan Beck